# Crocidura miya
Crocidura miya — вид ссавців родини Soricidae. Це ендемік Шрі-Ланки. Йому загрожує втрата середовища проживання.

## Морфологічна характеристика
Шерсть у цього виду рудувато-коричнева, живіт і горло білі. Тонкі лапи голі, хвіст рідко запушений. Голова довга, а лоб дуже плоский. Інша частина тіла досить витягнута, а спина плоска. Довжина голови й тулуба становить 7–8,5 см, а хвоста — 9–10 см.

## Спосіб життя
Живе переважно на лісовій підстилці. Тут переважно шукає безхребетних. Іноді C. miya також їсть менших ящірок або молодих птахів. Щоб відлякати ворогів, вид використовує свої пахучі залози, які виділяють різкий запах.

## Розмноження
Репродуктивний період триває з березня по листопад. Протягом цього часу самиця народжує близько 6 дитинчат або більше до 5 разів. Молодняк залишається в гнізді перші 8 днів свого життя. Потім вони залишають гніздо, кожен з дитинчат сильно кусає за хвіст тварини попереду.